# Экстензометр
Экстензометр (от англ. extend — «удлинять») — устройство для измерения изменений длины объекта. Это полезно для измерения напряжения и деформации и испытаний на растяжение. Изобретен Чарльзом Хьюстоном, который описал его в статье в Журнале Института Франклина в 1879 году. Позже Хьюстон передал права компании Fairbanks & Ewing, крупному производителю испытательных машин и весов.

## Типы
Существует два основных типа экстензометров: контактные и бесконтактные.
Контактные экстензометры используются уже много лет и также подразделяются на две дополнительные категории. Контактный экстензометр первого типа называется накладным экстензометром. Эти устройства используются в приложениях, где требуется высокоточное измерение деформации (большинство тестов на основе ASTM). Они бывают разных конфигураций и могут измерять смещения от очень малых до относительно больших (от менее миллиметра до более 100 мм). мм). Преимущество их заключается в более низкой стоимости и простоте использования, однако они могут воздействовать на небольшие / хрупкие образцы.
Для автоматизированного тестирования накладные устройства были в значительной степени заменены цифровыми экстензометрами с «сенсорным рычагом». Они могут быть применены к образцу автоматически с помощью моторизованной системы и дают гораздо более воспроизводимые результаты, чем традиционные зажимные устройства. Они уравновешены и поэтому оказывают незначительное влияние на образец. Лучшая линейность, уменьшенный шум сигнала и синхронизация с соответствующими данными силы являются большими преимуществами из-за отсутствия аналого-цифровых преобразователей и связанных фильтров, которые добавляют временные задержки и сглаживают необработанные данные. Кроме того, эти устройства могут оставаться на образце до разрушения и измерять очень большое удлинение (до 1000 мм) без потери точности. Эти устройства обычно имеют разрешение 0,3 мкм или лучше (устройства самого высокого качества могут считывать значения до 0,02 мкм) и имеют достаточную точность измерения, чтобы соответствовать классам 1 и 0,5 по ISO 9513.

### Бесконтактный
Для некоторых специальных применений бесконтактные экстензометры начинают приносить преимущества там, где нецелесообразно использовать щуп или контактный экстензометр.
Лазерный экстензометр способен выполнять измерения деформации или удлинения определённых материалов, когда они подвергаются нагрузке в машине для испытаний на растяжение. Принцип работы заключается в освещении поверхности образца лазером, затем отражения от поверхности образца принимаются ПЗС-камерой и обрабатываются с помощью сложных алгоритмов . При использовании лазерного экстензометра нет необходимости наносить метки на образец, что значительно экономит время лабораторий по испытанию материалов.
Разрешение менее одного микрометра (обычно 0,1 мкм) и удлинение до 900 мм, что делает эти устройства подходящими для самых сложных испытаний.
Лазерные экстензометры используются в основном для материалов, которые могут повредить традиционный экстензометр с зажимом или когда масса зажимного устройства влияет на свойства материала из-за физического прикрепления к образцу.
Лазерные экстензометры также можно использовать для испытаний при повышенных или отрицательных температурах.
Видеоэкстензометер выполняет измерения напряжения/деформации определённых материалов путем захвата непрерывных изображений образца во время испытания с использованием устройства захвата кадров или цифровой видеокамеры, подключенной к ПК. Образец испытуемого материала обычно вырезается определённой формы и маркируется специальными маркерами (обычно специальными наклейками или ручками, отличающими маркер от цвета и текстуры образца на снятом изображении). Расстояние в пикселях между этими маркерами в захваченном изображении постоянно отслеживается в захваченном видео, в то время как тестируемый образец растягивается/сжимается. Это расстояние между пикселями можно измерить в режиме реального времени и сопоставить с калибровочным значением, чтобы получить прямое измерение деформации и, при необходимости, управлять испытательной машиной в режиме контроля деформации.
При правильном значении калибровки и хороших алгоритмах обработки изображений может быть достигнуто разрешение намного меньше одного микрометра (мкм). Правильное калибровочное значение также зависит от калибровочного образца, который обычно представляет собой специально протравленный материал с высокой точностью. Для калибровки сначала делаются снимки калибровочного образца в тех же условиях испытаний, которые будут использоваться для нового образца.
Видеоэкстензометры используются в основном для материалов, которые могут повредить традиционный контактный или цифровой экстензометр с «щупом». В некоторых приложениях видеоэкстензометр заменяет механические измерительные устройства, но в основном это накладные устройства.
При измерении модуля упругости на 50 мм расчетная длина пластмасса по ISO 527 точность 1 требуется мкм. Некоторые видеоэкстензометры не могут достичь этого, в то время как для производственных испытаний лучше использовать автоматические моторизованные цифровые экстензометры, чтобы операторы не наносили метки на образец вручную и не тратили время на настройку и настройку системы. Обратите внимание, что некоторые видеоэкстензометры с трудом достигают приемлемых результатов при использовании для измерения деформации в температурных камерах.
Для приложений, требующих высокой точности бесконтактного измерения деформации, видеоэкстензометры являются проверенным решением. В некоторых испытательных приложениях они превосходят другие технологии, такие как лазерный спекл, благодаря способности измерять деформацию в большом диапазоне. Это позволяет определять такие измерения, как модуль, а также деформацию при разрушении.
Изменение условий окружающего освещения во время теста может повлиять на результаты теста, если в видеоэкстензометре не используются соответствующие фильтры как по осветительной решетке, так и по линзе. Системы с этой технологией устраняют все эффекты условий окружающего освещения.
В условиях добычи полезных ископаемых экстензометры используются для измерения перемещений отбойных/высотных бортов карьеров. Отображение смещения в зависимости от времени позволяет инженерам-геотехникам определить, неизбежны ли разрушения стены. Для сложных отказов используется дополнительное оборудование, такое как радар или лазерное сканирование, что позволяет проводить трехмерный и, в конечном итоге, четырёхмерный анализ.

## Подземные воды и водоносные горизонты
Экстензометры можно использовать для измерения уплотнения водоносных горизонтов, а также их расширения. Эргометры могут предоставить важные данные о глубине, скорости и степени уплотнения. Можно отметить эти непротиворечивые данные, собирающие четкую картину оседания участков.

## Стандарты
- ASTM E83 Стандартная практика проверки и классификации экстензометров
- ASTM D4403 Стандартная практика для экстензометров, используемых в горных породах